# Kreuzweg Bad Waldsee
Der Kreuzweg Bad Waldsee ist ein Kreuzweg in Bad Waldsee im Landkreis Ravensburg.

## Lage
Der Kreuzweg Bad Waldsee beginnt an der Steinacher Straße, direkt an der Kreuzung mit dem Schlossparkweg, am Eugen-Bolz-Kindergarten. Vom Waldseer Wasserschloss führt der Schlossparkweg ebenfalls direkt zu dieser Kreuzung. Von der Altstadt aus erreicht man den Startpunkt, wenn man von der Stadthalle nach Osten in Richtung Eugen-Bolz-Schule beziehungsweise Steinach geht (⊙).
Der Kreuzweg endet an der Frauenbergkapelle an der Frauenbergstraße. Zurück in die Altstadt gelangt man entweder über die Frauenbergstraße hangabwärts oder zurück über den Kreuzweg.
Kirchlich liegt der Kreuzweg auf dem Gebiet der Seelsorgeeinheit Bad Waldsee im Dekanat Allgäu-Oberschwaben, das Teil der Diözese Rottenburg-Stuttgart in der Kirchenprovinz Freiburg und somit ein Teil der Römisch-katholischen Kirche in Deutschland ist.

## Stationen
Der Kreuzweg folgt dem Stationenweg, der auf einer Höhe von etwa 588 m ü. NHN beginnt und auf rund 613 m ü. NHN endet. Bei seiner Länge von ca. 260 m überwindet er dabei einen Höhenunterschied von etwa 25 Metern, was einer durchschnittlichen Steigung von ca. 9,6 % entspricht. 
Er umfasst 14 Stationen.

| Foto |                 | Baujahr | Name                  | Standort | Beschreibung                                                          | Metadaten                                              |
| ---- | --------------- | ------- | --------------------- | -------- | --------------------------------------------------------------------- | ------------------------------------------------------ |
| ja   | Datei hochladen |         | Station 1 · Wikidata  | Standort | Jesus wird zum Tode verurteilt                                        | P84(Architekt): P131(Ort):Bad Waldsee Region-ISO:DE-BW |
| ja   | Datei hochladen |         | Station 2 · Wikidata  | Standort | Jesus nimmt das Kreuz auf seine Schultern                             | P84(Architekt): P131(Ort):Bad Waldsee Region-ISO:DE-BW |
| ja   | Datei hochladen |         | Station 3 · Wikidata  | Standort | Jesus fällt zum ersten Mal unter dem Kreuz                            | P84(Architekt): P131(Ort):Bad Waldsee Region-ISO:DE-BW |
| ja   | Datei hochladen |         | Station 4 · Wikidata  | Standort | Jesus begegnet seiner Mutter                                          | P84(Architekt): P131(Ort):Bad Waldsee Region-ISO:DE-BW |
| ja   | Datei hochladen |         | Station 5 · Wikidata  | Standort | Simon von Cyrene hilft Jesus das Kreuz tragen                         | P84(Architekt): P131(Ort):Bad Waldsee Region-ISO:DE-BW |
| ja   | Datei hochladen |         | Station 6 · Wikidata  | Standort | Veronika reicht Jesus das Schweißtuch                                 | P84(Architekt): P131(Ort):Bad Waldsee Region-ISO:DE-BW |
| ja   | Datei hochladen |         | Station 7 · Wikidata  | Standort | Jesus fällt zum zweiten Mal unter dem Kreuz                           | P84(Architekt): P131(Ort):Bad Waldsee Region-ISO:DE-BW |
| ja   | Datei hochladen |         | Station 8 · Wikidata  | Standort | Jesus begegnet den weinenden Frauen                                   | P84(Architekt): P131(Ort):Bad Waldsee Region-ISO:DE-BW |
| ja   | Datei hochladen |         | Station 9 · Wikidata  | Standort | Jesus fällt zum dritten Mal unter dem Kreuz                           | P84(Architekt): P131(Ort):Bad Waldsee Region-ISO:DE-BW |
| ja   | Datei hochladen |         | Station 10 · Wikidata | Standort | Jesus wird seiner Kleider beraubt                                     | P84(Architekt): P131(Ort):Bad Waldsee Region-ISO:DE-BW |
| ja   | Datei hochladen |         | Station 11 · Wikidata | Standort | Jesus wird ans Kreuz genagelt                                         | P84(Architekt): P131(Ort):Bad Waldsee Region-ISO:DE-BW |
| ja   | Datei hochladen |         | Station 12 · Wikidata | Standort | Jesus stirbt am Kreuz                                                 | P84(Architekt): P131(Ort):Bad Waldsee Region-ISO:DE-BW |
| ja   | Datei hochladen |         | Station 13 · Wikidata | Standort | Jesus wird vom Kreuz abgenommen und in den Schoß seiner Mutter gelegt | P84(Architekt): P131(Ort):Bad Waldsee Region-ISO:DE-BW |
| ja   | Datei hochladen |         | Station 14 · Wikidata | Standort | Der heilige Leichnam Jesu wird in das Grab gelegt                     | P84(Architekt): P131(Ort):Bad Waldsee Region-ISO:DE-BW |